# Уве Бенинг
Уве Бенинг (нем. Uwe Böning), (родился 7 декабря 1947 в Циттау) — немецкий бизнес-тренер, консультант по вопросам управления и автор. Один из пионеров бизнес тренингов в Германии

## Жизнь
После окончания гимназии Бенинг изучал в университете города Майнца психологию, философию, социологию и окончил его с дипломом в области психологии.
С 1974 г. после учёбы Бенинг работал клиническим психологом/психотерапевтом в частной практике и одновременно работал научным сотрудником над проектом в университете г. Майнца . С 1978 г. он работал в качестве тренера для лидеров в двух мюнхенских консалтинговых фирмах. С 1984 г. он консультантом и тренером по менеджменту, уже на уровне высшего менеджмента. В 1985 г. он основал вместе с Бригиттой Фритчле Бенинг-Группу, в настоящее время консалтинговая фирма Бенинг-«Консалт» (нем. Böning-Consult) во Франкфурте-на-Майне, и является одним из двух управляющих партнёров компании. С 1992 по 1995 Бенинг был параллельно персонал директором на фирме бытовой техники Bosch-Siemens Hausgeräte (B/S/H) в Мюнхене.
Совместно с Бригитте Фритчле и Йоргом Виртген Бенинг был основателем Европейской Тренерской Компании (англ. European Coaching Company, E.C.C.) которая с 2005 года предлагает обучение на Бизнес-Тренера, на международном уровне (англ. Business Coach international). К тому же совместно с Кристофером Рауен он является одним из инициаторов и основателей Немецкого Федерального союза Коучинг (нем. Deutscher Bundesverband Coaching, DBVC). С 2004 по 2006 г. он был председателем правления этого союза. Он также является членом Всемирного Союза Бизнес-тренеров (англ. Worldwide Association of Business Coaches, WABC).
Бенинг был преподавателем в университете Оснабрюка и Фрайбурга, а также приглашенным лектором на темы коучинга и управления по приглашению университета Билефельда, Мангеймской бизнес-школы (англ Mannheim Business School, MBS) и ИНСЕАД (фр. INSEAD). Бенинг совместно с Зигфридом Граиф и Бригиттой Фритчле относятся к инициаторам и организаторам Екебергских Дней Коучинга (нем. Ekeberger Coaching-Tage). Екебергские Дни Коучинга являются с 2008 г. ежегодной конференцией, на актуальные темы в отрасли коучинга, которая служит обмену науки и практики и дальнейшей профессионализации отрасли. Бенинг является автором учебников и статей по темам коучинга, менеджмент изменений (англ Change Management), лидерства и интеграции после слияния (англ Post Merger Integration).
Бенинг женат, имеет четырёх детей, живёт во Франкфурте-на-Майне и в Екеберге/Шлезвиг.

## Публикации
Уве Бенинг опубликовал семь книг, более 30 артиклей и статей в отраслевыx журналах и книгах опубликованы.
- Böning, Uwe & Fritschle, Brigitte: Coaching fürs Business. Was Coaches, Personaler und Manager über Coaching wissen müssen. ManagerSeminare Verlag, Bonn 2005, ISBN 978-3-936075-27-4.
- Böning, Uwe & Fritschle, Brigitte: Herausforderung Fusion. Die Integration entscheidet. FAZ-Verlag, 2001, ISBN 3-89843-012-X.
- Böning, Uwe (издатель): Interkulturelle Business-Kompetenz. FAZ-Verlag, 2000, ISBN 3-933180-44-9.
- Böning, Uwe & Fritschle, Brigitte: Veränderungsmanagement auf dem Prüfstand. Eine Zwischenbilanz aus der Unternehmenspraxis. Haufe-Verlag, 1997, ISBN 3-448-03512-2.